# Wilhelm Braun (Germanist)
Wilhelm Braun (* 5. August 1929 in Trautenau im Riesengebirge; † 17. Mai 2010 in Berlin) war ein deutscher Germanist und Lexikograph.

## Leben
Wilhelm Braun wuchs als sechstes Kind einer Bauernfamilie im Riesengebirge auf. Am Ende des Zweiten Weltkrieges aus der sudetendeutschen Heimat vertrieben, studierte Wilhelm Braun nach dem Abitur an der Universität Rostock bei Hermann Teuchert Germanistik. Nachdem er sich bereits während des Studiums mit den Brüdern Grimm beschäftigt hatte, ging er 1955 an die Akademie der Wissenschaften in Berlin. Mehr als 50 Jahre – länger als die Brüder Grimm selbst – arbeitete er hier maßgeblich am Projekt des Deutschen Wörterbuchs von Jacob und Wilhelm Grimm (DWB) mit. Er verfasste zahlreiche Wortartikel für das Projekt und steuerte unter anderem 1961 auch den letzten Artikel für den letzten Band der Erstausgabe bei. In der Folgezeit arbeitete er an den Quellenverzeichnissen und der Neubearbeitung der Buchstaben A bis F. Seit 1973 gab er Seminare an der Humboldt-Universität zu Berlin, wo er 1975 mit einer lexikographischen Dissertation über konkurrierende Berufsbezeichnungen im Bereich der Handwerke promoviert wurde.
Neben der Arbeit am Wörterbuch beteiligte er sich an weiteren lexikographischen Projekten der Akademie, wie dem Etymologischen Wörterbuch der deutschen Sprache. Im Jahr 2003 gab er die Neubearbeitung des von Erhard Agricola begründeten Wörterbuchs des christlich geprägten Wortschatzes heraus. In der Berliner Arbeitsstelle des DWB betreute er die Präsenzbibliothek und legte bedeutende Sammlungen zu lexikographischen Themen an. Nach Eintritt in den Ruhestand arbeitete Braun vor allem bei der Herausgabe des Briefwechsels der Brüder Grimm mit. Ab 1999 war er Mitherausgeber der Buchreihe Brüder Grimm Gedenken.
Seit 1991 gehörte Wilhelm Braun als Gründungsmitglied der Grimm-Sozietät zu Berlin e.V an, in der er später Vize-Vorsitzender und schließlich Ehrenmitglied wurde.
Als bekennender Katholik engagierte sich Braun jahrzehntelang intensiv in seiner Kirchengemeinde in Berlin-Pankow. Nach dem Mauerfall wurde er auch kommunalpolitisch aktiv und wurde 1990 in die erste Bezirksverordnetenversammlung von Pankow gewählt. Später war er in der Senioren-Union der CDU und im Behindertenbeirat seines Stadtbezirks aktiv.

## Schriften (Auswahl)
- Wörterbuch des christlich geprägten Wortschatzes (Hrsg.), Stuttgart 2003, ISBN 3-7776-1273-1.
- Etymologisches Wörterbuch des Deutschen (Mitarbeit), München 1995, ISBN 3-423-03358-4.
- Das Grimmsche Wörterbuch, Untersuchungen zur lexikographischen Methodologie (mit Joachim Dückert), Stuttgart 1987, ISBN 3-7776-0428-3.